# Ma Wei (Biathletin)
Ma Wei (马薇; * 9. Oktober 1990) ist eine chinesische Biathletin.
Ma war zunächst Skilangläuferin und kam zwischen 2005 und 2007 zu mehreren Einsätzen im Far East Cup. Danach wechselte sie zum Biathlonsport. Hier hatte sie ihre ersten internationalen Einsätze bei den Juniorenweltmeisterschaften 2009 in Canmore, wo sie 25. des Einzels, 18. des Sprints, 16. des Verfolgungsrennens und an der Seite von Tang Jialin und Zhang Yan als Startläuferin Achte mit der Staffel. Es dauerte bis 2013, dass Ma zu weiteren internationalen Einsätzen, nun im IBU-Cup der Frauen, kam. Bei ihrem ersten Rennen, einem Einzel in Otepää, verpasste sie als 43. noch knapp die Punkteränge, die sie in Martell als 40. eines Sprints erreichte. Erster Höhepunkt der Karriere bei den Frauen wurden die Weltmeisterschaften 2013 in Nové Město na Moravě. Die Chinesin wurde 87. des Einzels, erreichte als 53. des Sprints und wurde im darauf basierenden Verfolgungsrennen 57. Im Mixed-Staffelrennen wurde sie an der Seite von Wang Yue, Chen Haibin und Ren Long in der überrundeten Staffel 23., mit der Frauen-Staffel an der Seite von Tang Jialin, Zhang Yan und Song Chaoqing 16.

## Biathlon-Weltcup-Platzierungen
Die Tabelle zeigt alle Platzierungen (je nach Austragungsjahr einschließlich Olympische Spiele und Weltmeisterschaften).
- 1.–3. Platz: Anzahl der Podiumsplatzierungen
- Top 10: Anzahl der Platzierungen unter den ersten zehn (einschließlich Podium)
- Punkteränge: Anzahl der Platzierungen innerhalb der Punkteränge (einschließlich Podium und Top 10)
- Starts: Anzahl gelaufener Rennen in der jeweiligen Disziplin
- Staffel: inklusive Mixed- und Single-Mixed-Staffeln

| Platzierung             | Einzel | Sprint | Verfolgung | Massenstart | Staffel | Gesamt |
| ----------------------- | ------ | ------ | ---------- | ----------- | ------- | ------ |
| 1. Platz                |        |        |            |             |         |        |
| 2. Platz                |        |        |            |             |         |        |
| 3. Platz                |        |        |            |             |         |        |
| Top 10                  |        |        |            |             |         |        |
| Punkteränge             |        |        |            |             | 2       | 2      |
| Starts                  | 1      | 1      | 1          |             | 2       | 5      |
| Stand: 18. Februar 2013 |        |        |            |             |         |        |